# Espatarocandidato
Espatarocandidato (em grego: σπαθαροκανδιδᾶτος; romaniz.: Spatharokandidatos; em latim: spatharocandidatus) era um título cortesão bizantino usado nos séculos VII-XI.

## História
O título foi criado como uma amálgama dos títulos espatário e candidato (kandidatos), sendo que ambos foram tipos de guardas do palácio nos séculos IV-VI. As primeiras referências do título ocorreram na História de Sebeos, e em uma carta do papa Gregório II para o imperador Leão III, o Isauro (r. 717–741). John B. Bury aceitou a criação do título no início do século VII, mas o título é claramente atestado apenas a partir do começo do século IX. Nas listas de precedência (Taktika) do século IX, a dignidade está abaixo do disípato e superior ao espatário entre as dignidades destinadas aos "barbudos" (ou seja, não-eunucos). Sua insígnia distintiva (brábio) era uma corrente de ouro (maniácio) usado ao redor do peito.
A dignidade não era dada para eunucos, para quem a dignidade correspondente era de espatarocubiculário (spatharokoubikoularios). A julgar pelas evidências sigilográficas, a dignidade era associada principalmente com oficiais de nível médio, tais como notários e juízes inferiores. Nas lista de ofícios conhecidas como Taktika, a dignidade corresponde a posições específicas na camada superior da alta hierarquia civil e militar, tais como o asecreta (secretário sênior), clisurarca (comandante de um distrito fronteiriço), topoterita de um tagma ou turmarca de um tema (comandantes divisionais). A última menção atestada ao título é de 1094, tendo ele sido retirado de uso o mais tardar, no século XII.